# 커피의 역사

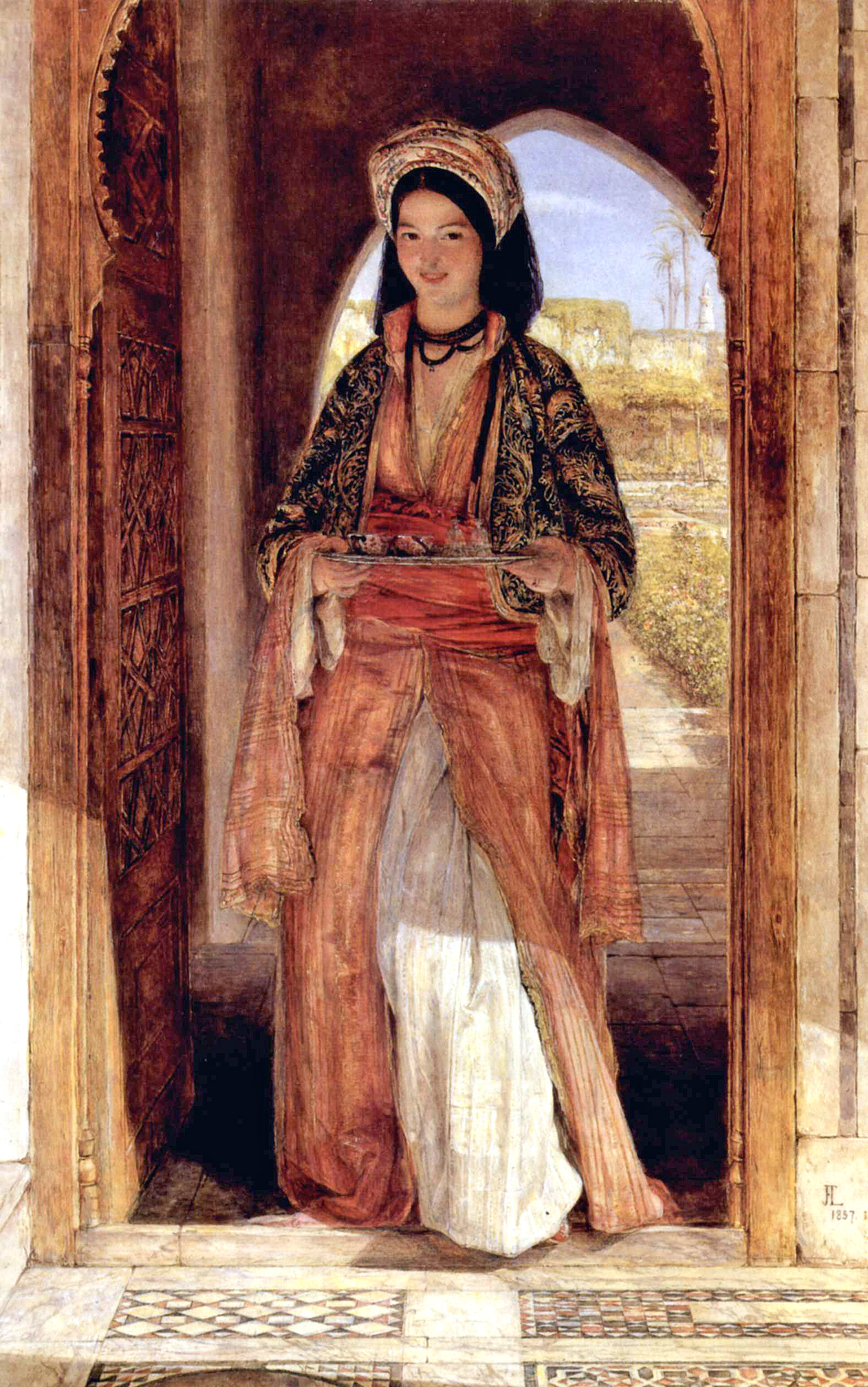
〈커피 나르는 사람〉(The Coffee Bearer), 존 프레드릭 루이스, 1857. 오스만 제국 치하 카이로에서.

커피의 역사는 동아프리카로서부터 시작해, 중동, 유럽, 인도등으로 퍼지면서 오늘날 전 세계적으로 커피가 퍼진 기록을 가리킨다.

## 어원
커피(coffee)라는 말은 아랍어 카흐와(قهوة)에서 오스만 터키어 카흐베(kahve)로, 여기서 다시 네덜란드어로 코피(koffie)로 간 것이 1582년에 영어로 들어간 것이다.
아랍어 '카흐와'는 원래 포도주의 한 종류를 가리키는 용어로, 식욕을 억제하는 까닭에 '배고픔을 덜다'는 의미의 '카하'(قها)에서 유래한 것이라고 받아들여진다. 다른 견해로는 '힘', '에너지'를 의미하는 '쿠으와'에서 왔다거나, 중세 에티오피아에 위치했던 카파 왕국이 커피를 아랍 세계에 전해주었기 때문에 거기에서 유래했다는 의견이 있다.

## 커피의 시작
커피가 확실하게 어디에서 유래되었는지에 대해서는 기록이 없다. 그러나 커피나무는 동아프리카의 에티오피아의 카파 주에서 발견되었고 서기 850년쯤에 시작된 것으로 증명되었으나, 어떤 사람들은 중동의 예멘에서 서기 575년경에 시작되었다고 주장한다. 에티오피아의 산 속에 있던 유목민족들이 커피 음료 대신 커피 열매를 통째로 먹었을거라고 하며, 에티오피아의 갈라 족(오늘날 오로모 족)은 이 커피 나무 열매와 동물 비계를 섞어 먹었는데 커피를 이런 방식으로 섭취하는 문화는 에티오피아에서 시작되었던 것이 확실하다고 볼 수 있다. 에티오피아에서 처음 커피를 발견했을 때 '번' (ቡና)이라고 불렀으며, 커피 열매를 다양하기 섭취하기 위해 퀴시르(قشر)라는 달콤한 커피 와인이나 돼지 비계와 커피를 섞은 간식처럼 커피를 이용한 요리를 많이 만들었다.

### 기원에 대한 다양한 설

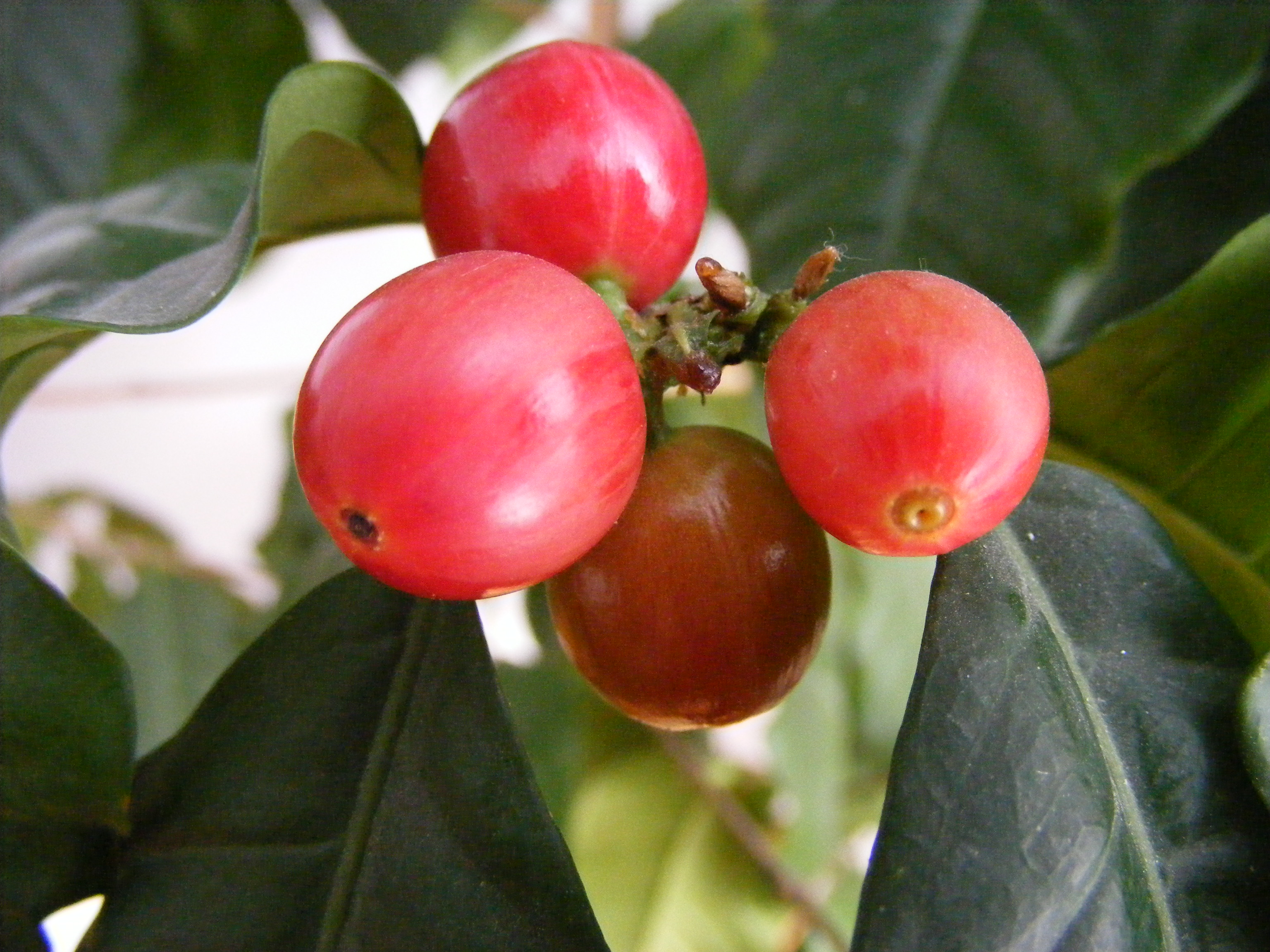
커피는 생 상태로는 빨갛고, 체리같이 생긴 베리형태다. 대부분 커피의 설들은 이 열매로 시작을 가리킨다.

커피의 기원에 대해 가장 인정받고 있으며 가장 오래된 이야기는 11세기에 아비시니아 제국(현재 에티오피아)에서 유래했다는 설이다 (어떤 설은 서기 850년이라고도 주장한다.). 에티오피아의 고지대에서 염소떼를 방목하는 칼디라는 목동이 있었는데, 저녁때가 되면 돌아오는 염소들이 그날은 돌아오지 않았다. 이에 칼디가 찾으러 갔는데, 염소들이 관목에 열린 붉은 열매를 따먹고 활기차게 뛰어다니고 있었다. 그 열매를 먹은 염소들은 그날 밤까지도 계속 활발한 상태로 잠도 자지 않았다. 칼디는 이 열매의 효능을 확인하기 위해 직접 섭취해 보았는데 실제로 기분이 각성되고 정력적이 되는 효과가 있었다. 따라서 이를 '천국에서 온 열매' 라고 확신한 칼디는 마을의 수도원장에게 이 열매를 소개했는데, 칼디의 성급하고 변덕이 심한 성격으로 인하여 수도원장은 그 열매는 신의 저주라며 화로불에 던져버렸다. 그런데 불에 타고 있었던 그 열매는 커피콩으로 볶아지면서 커피향 냄새가 수도원에 퍼졌고, 수도원에 있던 사람들은 커피콩에서 흘려 나오는 카페인으로 인해 활발해지며 그 효능을 느끼게 되었다.

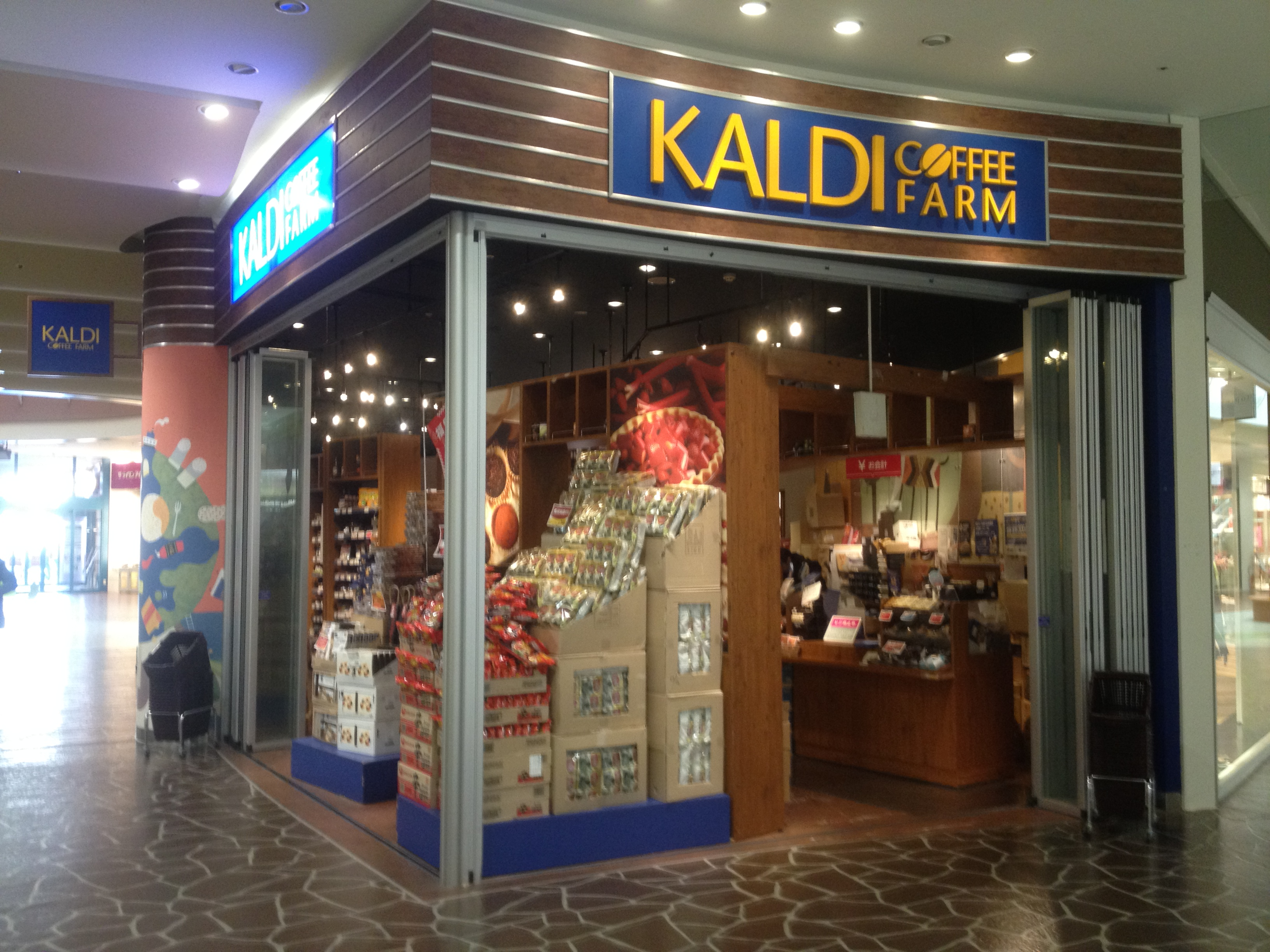
일본 나고야에 위치되어 있는 어느 커피샵. 가게 이름이 에티오피아의 설의 칼디(Kaldi)를 주목한다.

며칠 후 한 수도자가 칼디가 소개한 열매가 자기의 기도와 예배에 도움을 줄 수 있다고 생각하여 화로불에 남아있던 볶아진 커피콩을 집어내어 물이랑 섞어 마셨는데 효과가 좋았다. 이후 다른 수도자들도 피곤함을 없애려고 직접 커피 열매를 재배하기 시작했으며, 볶은 커피콩에 물을 섞어 마시기 시작하여 커피 음료가 탄생했다고 한다.
| “ | Encompassed on all sides by the enemies of their religion, the Ethiopians slept near a thousand years, forgetful of the world by whom they were forgotten. (그들의 종교의 적들이 전면에 포함된 에티오피아 사람들은 수면을 거의 천년동안 취하는 사람들이었고, 자기가 사는 세상을 몰라보던 사람들이었다.) | ” |

칼디 이야기 이외에도 커피에 대한 또 다른 설들이 있다:
- 중동에서 전해지는 설로 이슬람 종교의 어느 데르비시가 사막으로 추방당했을 때 근처에 있는 나무의 열매를 따서 먹으라는 목소리가 들렸다. 데르비시가 커피나무의 열매와 물을 섞어 마시려고 했지만 열매가 딱딱하고 물에 녹지 않아서 대신 열매를 우려낸 물을 마셨다. 그리고는 각성된 상태로 사막에서 빠져나올수 있었고 고향 마을까지 돌아갈 수 있었다. 데르비시는 이 각성 효과가 알라신의 축복으로 믿었으며, 고향에서 커피의 효능에 대한 소문이 퍼지기 시작하면서 커피가 유명해졌다고 한다.[16]

- 예멘의 모카라는 도시에서 전해지는 설로는, 기도로 아픈 사람들을 치료할 수 있는 위력을 가진 독실한 이슬람 신도 오마르가 모카에서 추방 당해 오사브 동굴 속에 죽도록 내버려졌다. 오마르는 굶어죽지 않기 위해 주변에 있던 관목의 열매를 먹으려 했는데 맛이 너무 써서 그냥은 먹지 못하고 열매를 불에 구웠는데 이번에는 너무 딱딱해져서 이를 뜨거운 물에 우려내어 먹었다고 한다. 커피의 각성력으로 오마르는 계속 동굴에서 살아 남았으며, 이 '마법의 열매' 소문이 모카에까지 퍼지게 되었다. 이로서 추방됐던 오마르는 모카로 돌아오게 되었다.[17]

## 확장기

### 에티오피아 내
커피의 본고장인 에티오피아의 카프카에서 나중에 하라르로 퍼지기 시작했다. 15세기에 에티오피아에서 세계 최초의 커피농사를 짓기 시작했다.

### 예멘, 터키와 아라비아 반도

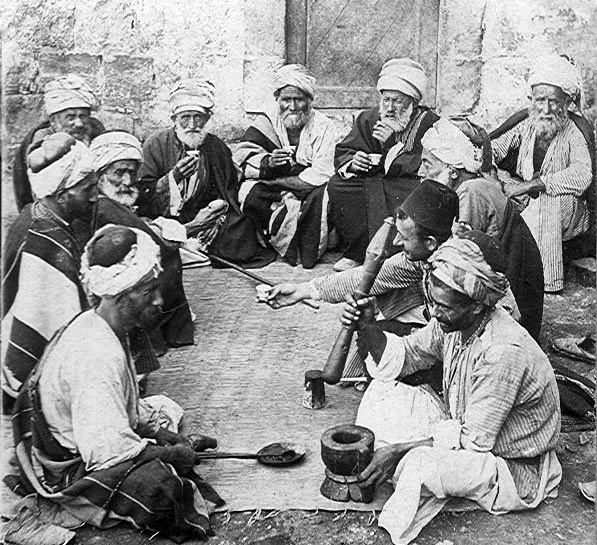
팔레스타인의 어느 커피하우스.

13세기때 커피는 에티오피아에서 아라비아 반도로 퍼지기 시작했다. 14-15세기에는 예멘으로 퍼졌다. 에티오피아를 방문한 수피파 무슬림 순례자들이 예멘으로 돌아갈때 예배할 때 쉽게 피곤하려 하지 않으려고 커피를 같이 들고 갔다. 수피파들이 커피를 만들떼 커피콩을 골고루 구워서 갈은 후에 끓였으며, 우리가 흔히 알고 있는 현대적인 커피의 형태랑 방식이 아마 여기서 전해졌을거다. 예멘에서는 커피를 잘 자라기에 흙이 매우 좋았다고 한며, 나중에 예멘의 커피는 너무 중요하게 여겼기 때문에 커피를 예멘 밖으로 수출했을 때 검사를 매우 깔끔하게 했다. 생 커피나무를 수출하는 건 불법이였다. 11세기때, 페르시아 (현재 이란)의 의사였던 이븐 시나는 커피를 약으로 삼았으며, 또 다른 페르시아의 의사였던 알 라지는 '번천' (مجنب)이라는 약용음료도 개발했다. 15세기 말의 무슬림 할례자들이 에티오피아의 커피를 페르시아, 이집트, 북아프리카, 터키 등으로 커피를 퍼트렸다.
아라비아 반도뿐만 아니라 터키에서도 커피가 가난부터 귀족까지 골고루 인기가 퍼졌다. 귀족들은 커피를 위해 잔치용 다방이 따로 있는 한, 돈 덜 있는 일반 시민들은 "카베 컨즈" (Kaveh Kanes) 아니면 "카베 카네"(Qahveh Khaneh)라는 전통 커피하우스가 생겼다. 터키의 사람들은 커피하우스에서 커피를 소개 받았으며, 터키의 첫 커피하우스는 타타칼리 거리 (Tahtakale)의 키바 한 (Kiva Han)이라는 이름으로 시작했다. 사람들은 커피하우스에 체스나 백개먼 등 보드 게임 했으며, 뉴스를 소통하거나 음악연주, 연극, 대화로 시간을 떼웠다. 커피랑 커피하우스가 인기가 매우 높았으며, 터키랑 아라비아인들의 생활에 너무나 중요한 위치가 되어, "위대한 자의 학교"라는 명칭까지 붙어졌고, 터키의 법에서 남편을 위해 커피를 안 끓어주는 부인을 이혼하는데 합법시켰다.

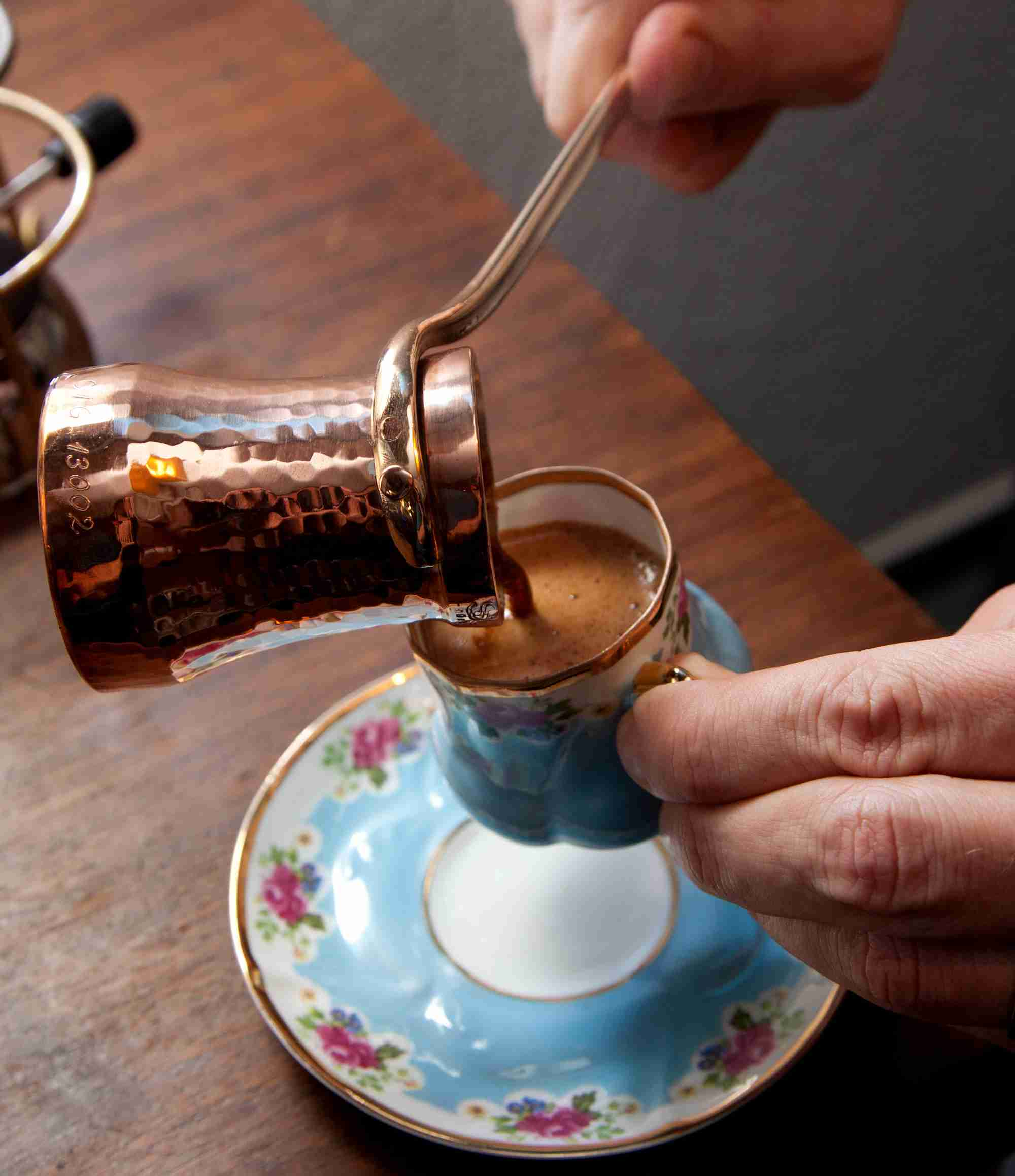
커피하우스에서 터키 커피를 만드는 중.

터키는 16세기 때 오토만 제국으로 승격했다. 1536년에 예멘을 지배했으며, 오토만 제국은 예멘에서 자라고 있던 커피농사를 매우 중요하게 생각했다. 예멘의 모카지방에서 자란 커피는 그의 독특한 맛으로 그 지역에서 만든 커피를 모카라고 불렀다. 또한 오토만 궁전 (아마 톱카프 궁전)에서 커피를 끓이는 새로운 비법을 발명했는데, 커피콩을 불에다 바로 구워서 얇게 갈은 후, 석탄가루로 불을 떼워 물이랑 같이 끓였는데, 이것은 오늘날 터키 커피의 시작으로 알려져 있다.

### 유럽
커피는 유럽 중 베니스, 이탈리아 1575년에 가장 먼저 퍼졌다. 또한 오토만 제국의 사제들이 서유럽으로 이민을 오면서 첫 커피하우스와 커피 판매 루트를 만들었다. 커피는 알콜이 아니었고, 소셜을위한  트레이딩이나 협상을 할때 알콜대신 마시는 음료였다. 그 다음 동유럽 쪽에 우선적으로 퍼졌을 것으로 예상하고, 이때까지도 현재 마시고 즐기는 커피 보다도 약으로 사용되었으나 특정한 치료 효과가 확인된바는 없었지만 광범위한 치료제로 (혹은 심리적) 사용되었다.
영국에는 처음 커피가 발견된것과는 비교적 늦은시기에 커피하우스가 생겼다.
커피를 즐겼던 방법

커피에 대한 가장 오래된 기록은 서기575년과 850년 사이에 나타난다. 이때 커피는 음식으로 쓰였다. 분쇄된 원두를 동물의 기름과 섞고 공 모양으로 빚어 오랜 행군이나 전쟁 중에 힘을 보충하기 위한 목적으로 복용하였다. 공 형태로 만들어진 지방, 단백질, 카페인은 힘과 주의력을 복돋아 주었는데 말하자면 초기 형태의 에너지바였던 셈이다.

### 아시아

#### 대한민국
대한민국에 커피가 전래된 때는 19세기 말이다. 조선이 개화기에 이르면서, 서양인을 통해서 커피가 퍼지기 시작했다. 특히, 대한제국의 황제인 고종은 대표적인 커피 애호가였다. 일제 시대에 커피는 매우 비싼 기호품이었다. 당시 커피 한 잔은 10~15전이었는데, 조선인 남자 노동자의 일당이 대개 60~80전이었다.
1980년대 말 대한민국에서는 인스턴트 커피와 캔 커피가 대중화되었다. 전국 곳곳에 다방이 성행하기 시작했다. 현재의 프랜차이즈 카페는 90년대 후반이 되어서야 도입됐다. 1999년에 스타벅스가 한국에 진출하자 2000년대에 미국식 프랜차이즈 커피 전문점이 급증했다.
2021년에 처음으로 커피 수입액이 1조원을 넘었다. 커피 음료점은 지난해 8만 3000여 개로, 4년 만에 2배 가까이 늘었다.

## 같이 보기
- 커피의 경제학